# Траур

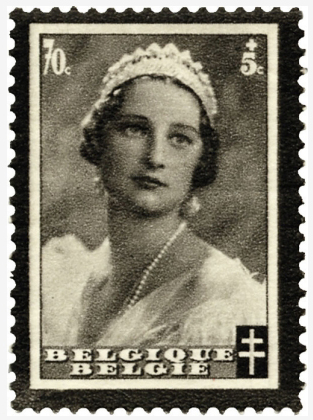
Траурная почтовая марка Бельгии памяти королевы Астрид, 1935(Sc #B174)

Тра́ур (от нем. trauern «оплакивать») — форма внешнего выражения печали или горя по причине утраты близкого человека, общественного бедствия, смерти крупного государственного или общественного деятеля.
У самых разных народов замечаются сходные траурные обычаи, как ношение одежды особого цвета, раздирание одежды, отрезание волос, ритуальное нанесение себе ран и увечий, посты, громкие причитания и восхваления покойника (плач), самоубийства, например, самосожжение, множество табу и запретов, связанных с трауром.
Траур имеет определённую продолжительность, предписанную обычаями. Преждевременное прекращение траура, как правило, осуждается обществом.

## Траур в России
Траур в России на местном уровне объявляется главой региона в случае единовременной гибели более десяти человек, на федеральном уровне траур объявляет президент России, в случае единовременной гибели шестидесяти и более человек. Какими-либо законами процедура траура строго не оговаривается и остаётся на усмотрение высших чиновников государства. Обычно на всех муниципальных зданиях страны до половины флагштока приспускаются флаги или дополнительно вешаются траурные ленты чёрного цвета. В государственных СМИ вводится запрет на развлекательные программы. Большинство частных СМИ в рамках солидарности и/или самоцензуры также вводят ограничения на развлекательное содержание и рекламу.

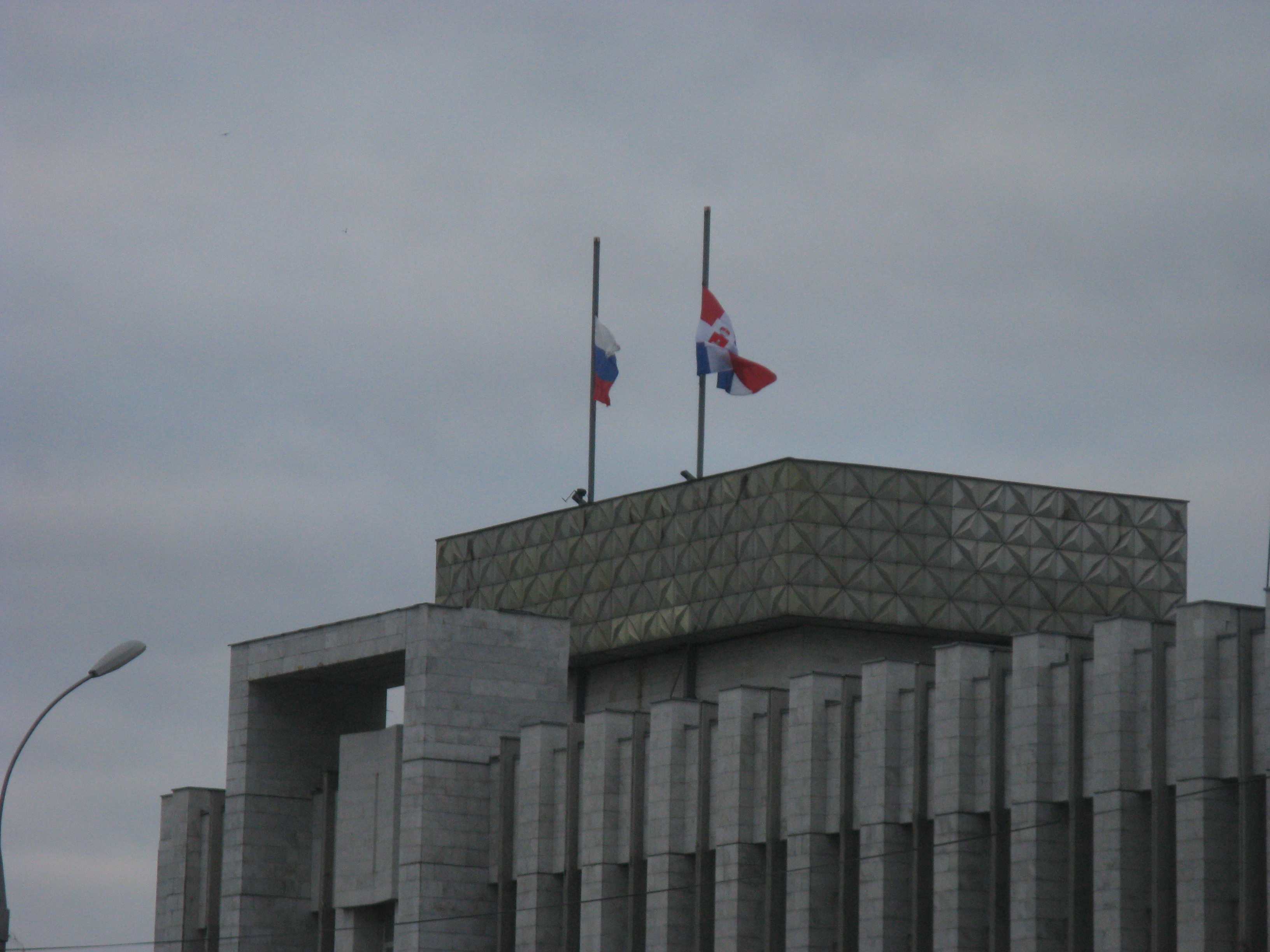
День траура в России. Приспущенные флаги на здании администрации Пермского края

## Траур в русских обычаях
- Ношение чёрной и тёмной одежды без деталей ярких, светлых цветов. В старину носили чёрный мятель.
- У женщин — ношение чёрной вуали, чёрного головного убора (платка, косынки), а также платьев и юбок удлинённых фасонов (того же чёрного цвета).
- Запрет на смех.
- Завешивание зеркал чёрным крепом[источник не указан 2766 дней].